# Oyomabang

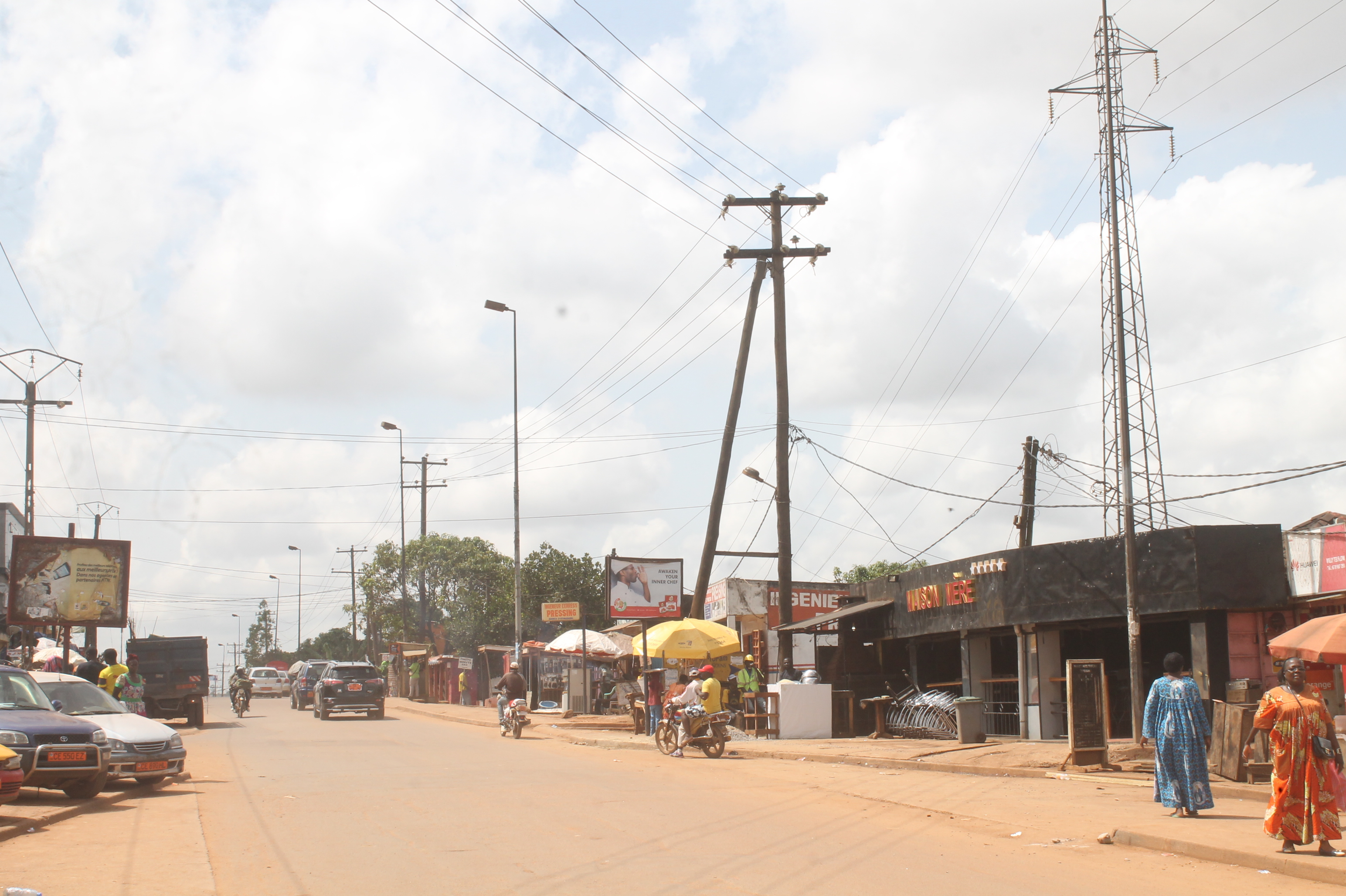
Carrefour du marché Oyom-abang, en direction de carrefour MEEC

Oyomabang est un quartier de la ville de Yaoundé, capitale du Cameroun, situé dans l'arrondissement de Yaoundé VII, subdivision de la Communauté Urbaine De Yaoundé.

## Histoire
Situé sur l’axe Cité Verte – Nkolbisson, Elig Evouna Bella autrefois et désormais Oyombang, il est un quartier en pleine mutation qui désigne un « vieil iroko »  ou un « petit campement ». Il tire son étymologie des termes oyom « vieux ou minuscule » et abang « village ».
Autrefois, le regroupement des tribus allogènes à Yaoundé se faisait par zone de provenance. Cette expression vient surement du Chef supérieur des Eton, Jean Tsanga Manga, qui y séjournait parfois.

## Géographie
Situé à la sortie Ouest de la Ville de Yaoundé, il est entouré des quartiers Nkol Bisson, Etetak, et Cité Verte.

## Éducation
Oyomabang a connu une grande mutation qui a vu des maisons en dur surgirent de terre laissant ainsi place à un développement sans précédent. En effet, le quartier abrite désormais plusieurs établissements scolaires primaires et secondaires.
Parmi les établissements scolaires, il existe par exemple :
-Collège EKANI EYENGA
-Ecole primaire bilingue FLORALYS
-Groupe scolaire a.p.I la petite plume

## Activités économiques
Les activités économiques sont dynamiques et variées au quartier Oyomabang. Entre autres, un marché populaire, des snack-bars, des ventes à emporter et de commerces généraux près d’une trentaine enregistrée.

## Santé
Pour les besoins sanitaires, Oyomabang compte quelques cliniques privées et centres de santé, une pharmacie et un laboratoire d’analyses médicales.